# Unciaal 0220
Unciaal 0220 (in de nummering volgens Gregory-Aland), is een blad van een codex uit het eind van de derde eeuw dat de Brief van Paulus aan de Romeinen, 4:23-5:3; 5:8-13. Weergeeft.

## Beschrijving
Unciaal 0220 is 12 bij 15 cm van een blad, waarop 14 regels pasten. De recto (zijde) (4:23-5:3) is leesbaar, maar je kunt maar weinig maken van de verso (5:8-12). De schrijver schreef met een geoefende hand. De nomina sacra worden afgekort weergegeven.
De Alands beschrijven de tekst als "strikt".
Unciaal 0220 is een belangrijke vroege getuige van de Alexandrijnse tekst, het komt helemaal overeen met de Codex Vaticanus behalve in Rom. 5:1. In Novum Testamentum Graece van Neste Alandt wordt deze unciaal weergegeven als een "consistently cited witness of the first order". Het wordt voorzien van een uitroepteken, om aan te geven dat zijn belang groter is dan de leeftijd alleen zou doen vermoeden.

## Geschiedenis
Leland C. Wyman, een bioloog, kocht het in 1950 in Caïro Egypte, Later werd een gedeelte aangekocht door Martin Schøyen zodat een gedeelte wordt bewaard in de Martin Schøyen Collection in Oslo, en een deel in Londen.
De tekst is gepubliceerd door William Hatch in the Harvard Theological Review in 1952.